# Burhan Ghalioun
Burhan Ghalioun est un homme politique syrien, professeur de sociologie politique, né à Homs le 11 février 1945 dans une famille sunnite. Il devient en septembre 2011 président du Conseil national syrien,. Il démissionne le 24 mai 2012, remplacé le mois suivant par Abdel Basset Sayda, mais reste au sein de l'organisation.

## Engagement politique

### Une opposition de longue date au régime syrien
Après avoir étudié la philosophie et la sociologie à l'université de Damas, Burhan Ghalioun quitte la Syrie en 1969 pour rejoindre Paris afin d'y poursuivre ses études. La réputation de Burhan Ghalioun comme un penseur critique et engagé commence à la fin des années 1970, avec la publication du Manifeste pour la démocratie, paru alors que le président Hafez el-Assad consolide son emprise sur le pouvoir, rencontre une opposition interieure considérable, et que la Syrie est engagée dans un conflit au Liban. Dans ce manifeste, Ghalioun affirme que l'État est devenu l'ennemi de la société dans le monde arabe. Il demande aux États arabes de restaurer une participation démocratique pleine et entière et en appelle à une renaissance arabe inspirée du mouvement des Lumières.
Pendant les années 1980, bien qu'il évite la politique partisane et se concentre sur les activités intellectuelles, sa vision politique est largement opposée au régime syrien et très favorable à la cause palestinienne. L'activité politique en Syrie étant sévèrement limitée après le massacre de Hama en 1982, Ghalioun a consacré l'essentiel de son temps à deux associations. Pendant plusieurs années, il a dirigé le Forum culturel et social syrien, une association d'expatriés syriens anti-régime. Il a également été l'un des fondateurs et des membres actifs de l'Organisation arabe des droits de l'homme, créée en 1983. 
Ghalioun a toujours considéré la démocratie comme une "nécessité historique" pour le monde arabe. Il assure que, en Syrie et dans d'autres pays, l'opposition pourrait être plus efficace en s'unissant autour de l'exigence de démocratie et en rejetant tous les prétextes pour reporter la réforme politique ou économique.
En 2000, avec d'autres défenseurs syriens du changement, Ghalioun est un participant actif du Printemps de Damas (la brève ouverture politique qui a suivi l'accession au pouvoir de Bachar el-Assad). Il effectue de fréquentes visites en Syrie pendant cette période. En 2001, il donne un cours à Damas qui est suivi par plus de 700 personnes alors qu'il ne bénéficie d'aucun soutien. Mais après l'interdiction des mouvements politiques émergents, il retourne à son rôle de commentateur et de défenseur des droits de l'Homme.
À partir de 2005, il devient plus actif politiquement durant la Déclaration de Damas (qui rassemble les partis de l’opposition laïque) et devient de plus en plus associé à l'opposition politique. Mais il s'oppose à des appels à faire cause commune avec l'Occident pour faire pression sur le régime syrien. Dans le cadre de son activité politique, Ghalioun évite toute association avec un quelconque groupe en particulier - qu'il soit communiste, nassérien ou islamiste. Il continue à se rendre en Syrie, malgré le harcèlement régulier par les services de sécurité syriens. 
Mi-mars 2011, lorsque la vague de protestations populaires commence en Syrie et inaugure la guerre civile syrienne, Ghalioun exprime rapidement son soutien. Il fait un certain nombre d'apparitions dans les médias et s'implique fortement, avec d'autres dissidents basés en Europe, pour unir les groupes d'opposition syriens en exil. Il voit cependant d'un mauvais œil le rassemblement d'opposition à Antalya en mai 2011, qu'il considère comme "au service des agendas étrangers". Ces propos poussent l'un des organisateurs de l'évènement, l'écrivain Abdul Razzaq Eid, à l'accuser de vouloir "apaiser le régime".
En juin 2011, il assiste comme observateur à la Conférence pour le Salut National dominée par les Frères musulmans et qui en appelle à un conseil de transition composé de 25 membres : Ghalioun pousse en faveur d'un mouvement comprenant toutes les composantes de l'opposition syrienne.

### Action au sein de l'opposition syrienne organisée pendant la guerre civile syrienne

#### Présidence duConseil national syrien(CNS)
Le 29 août 2011, l'activiste Dhiyaeddin Darghmouch annonce sur Al Jazeera que 94 Syriens sont pressentis pour faire partie d'un "Conseil National Intérimaire", dont la présidence est proposée à Burhan Ghalioun. Mais les personnalités sollicitées s'abstiennent pour la plupart de donner leur accord à ce projet. Ce n'est que le 15 septembre 2011 qu'un groupe d'universitaires et d'activistes annonce la création d'un "Conseil National Syrien" (CNS) de 140 membres. Il s'agit d'une autorité politique de transition destinée à préparer le départ du président Bachar el-Assad. Au terme d'un premier congrès à Istanbul en octobre 2011 qui élargit le CNS, la présidence est de nouveau attribuée à Burhan Ghalioun.
En novembre 2011, il déclare au Figaro : « Nous devons préserver le caractère pacifique de la révolution. Des soldats de l’Armée syrienne libre (ASL) s’infiltrent dans la population, et, habillés en civils, se cachent dans les villes. Leur tâche doit se limiter à la protection des manifestants, ils ne doivent pas mener des opérations. Nous ne voulons pas de guerre civile. L’ASL doit accorder sa stratégie avec la nôtre ».
En décembre 2011, la prolongation de deux mois de son mandat de président lors du congrès de Tunis crée un litige : elle est imposée par les Frères musulmans, alors que certains membres issus du Courant national syrien et de la Déclaration de Damas demandent l'établissement d'un collège électoral qui désignerait le président sur la base d'un vote démocratique. Ghalioun annonce par ailleurs que si le CNS venait à prendre le pouvoir en Syrie, les liens militaires avec l'Iran, le Hamas et le Hezbollah seraient coupés, ce qui entraîne une vive critique de ce dernier. Il prône également une récupération du plateau du Golan (occupé par Israël depuis 1967) par la voie de la négociation.
En février 2012, son mandat de président du CNS est renouvelé par le bureau exécutif du mouvement réuni à Doha au Qatar, ce qui provoque des critiques et des démissions au sein de l'organisation,.
De nouveau réélu le 15 mai 2012 à la tête du CNS, il se déclare finalement favorable à l'armement de l'Armée syrienne libre après s'être opposé à la militarisation de la révolte syrienne.
Le 24 mai 2012, il annonce qu'il démissionne de la présidence du CNS après avoir été critiqué pour avoir laissé les Frères musulmans prendre une place trop importante au sein du CNS et pour le manque de coordination entre le CNS et les militants sur le terrain. La guerre civile syrienne est alors en cours depuis treize mois. Abdel Basset Sayda est élu à sa succession,. Il reste néanmoins au sein du bureau exécutif de l'organisation.

#### Au sein du comité exécutif du CNS
En octobre 2012, il déclare au journal libanais Al-Diyar al-Lubnaniya que le vice-président syrien Farouk Al-Chareh serait un candidat acceptable au poste de chef de l'État aux yeux de l'opposition syrienne en cas de départ de Bachar el-Assad.
Le 22 octobre 2012, en réponse au souhait du président français François Hollande, il déclare au Figaro qu'il est « prématuré » de parler d'un gouvernement transitoire et que « la formation d'un cabinet provisoire n'est pas assez préparée ». Le lendemain, le Conseil national syrien publie un communiqué affirmant : « Le Figaro a publié des propos déformés de Monsieur Burhan Ghalioun. [...] M. Ghalioun et le CNS souhaitent affirmer que leurs positions sont identiques à celles de la France et du président François Hollande quant à l’unification des efforts de l’ensemble de l’opposition en vue de la formation d’un gouvernement provisoire dès que les conditions politiques le permettront ». Mais Le Figaro nie toute déformation des propos.
Le 9 novembre 2012, il quitte le bureau exécutif du CNS après le renouvellement de ses membres.

#### Au sein de la CNFOR
En janvier 2013, il intègre un comité restreint de 6 personnes créé par la nouvelle Coalition nationale des forces de l'opposition et de la révolution (CNFOR), à laquelle le Conseil national syrien a adhéré. Ce comité est chargé de consulter les forces de la révolution, l’opposition, l’Armée syrienne libre et les pays frères et amis sur la composition d'un futur gouvernement provisoire. Ses membres, parmi lesquels on compte également Mouaz al-Khatib et Georges Sabra, sont exclus par avance de ce gouvernement.
En février 2013, il soutient la proposition de dialogue faite par Mouaz al-Khatib au régime syrien.
En mars 2013, il se porte candidat à la direction du gouvernement provisoire de l'opposition syrienne malgré l'obligation de choisir un membre non issu de la CNFOR. Ghassan Hitto est finalement élu. En juillet 2013, il se porte candidat à la succession de Mouaz al-Khatib à la présidence de la CNFOR.
Il signe par ailleurs une lettre ouverte à François Hollande réclamant la mise en place en Syrie d'une zone d'exclusion aérienne, « la mise au ban diplomatique du régime syrien » et « une aide substantielle sur le plan militaire aux brigades de l’Armée libre ».
En septembre 2013, il dénonce la « trahison », la « démission » et « l'absence de tout sens des responsabilités » des États-Unis après la suspension de leur projet de frappes contre le régime de Bachar el-Assad, dans le contexte de tensions internationales à la suite du massacre de la Ghouta.

## Carrière académique
Burhan Ghalioun soutient en 1982 une thèse d'État ès sciences humaines à l'Université Paris-1 Panthéon-Sorbonne. Il obtient la même année des doctorats en sciences sociales et en lettres de l'Université Paris VIII et de l'Université Paris-1 Panthéon-Sorbonne.
Burhan Ghalioun est directeur du Centre d'études de l'Orient contemporain (CEOC) à Paris. Il est également professeur de sociologie politique et responsable du Centre des études arabes à l'Université Sorbonne Nouvelle - Paris 3. 
Il est l'auteur de plusieurs ouvrages traitant des questions sociologiques et politiques du monde islamique, la plupart écrits en arabe, dont plusieurs ont été traduits en français.

### Ouvrages
- Manifeste pour la démocratie, Beyrouth, Dar Ibn Ruch, 1978
- Le malaise arabe, l'État contre la Nation, Paris, La Découverte, coll. « Cahiers Libres », 1991  (ISBN 978-2707120489)
- Islam et politique, Paris, La Découverte, 1997  (ISBN 978-2707127143)
- Avec Nevine Abdel Moeim Mossaad, Henry Laurens, Eric Rouleau, Nicolas Sarkis, Nawaf Salam (dir.), Le Moyen-Orient à l'épreuve de l'Irak, Paris, Actes Sud, 2005  (ISBN 978-2-7427-5249-2)

### Études
- Ghassan Finianos, Islamistes, apologistes et libres penseurs, Presses universitaires de Bordeaux, 2006 (2e édition), pages 217-228.